# Viola organista
La viola organista era un instrument musical experimental inventat per Leonardo da Vinci. Va ser el primer instrument de teclats inclinat.
La idea original de Leonardo, com es conserva a les seves anotacions de 1488–1489 i als dibuixos al Còdex Atlantico, era fer servir una o a més rodes que, girant contínuament, cadascuna estirava d'una mena de corretja (similar a la del ventilador d'un cotxe) perpendicularment a les cordes de l'instrument. Les cordes eren premudes cap a l'arc per l'acció del teclat, fent que en moure's l'arc, fes sonar la corda.
En un dels dissenys, les cordes eren premudes amb tangents, de manera que hi hagués més tecles que cordes (diverses notes, per exemple do major i do sostingut major, es tocarien totes dues amb una corda).
En un altre disseny cada nota tenia la seva pròpia corda.
Aparentment, Leonardo no va construir l'instrument. De fet, el primer instrument similar construït va ser el geigenwerk de 1575 de Hans Haiden, un inventor d'instruments alemany.
Una reconstrucció moderna de la viola organista feta per Akio Obuchi es va fer servir en un concert a Gènova, Itàlia, el 2004.